# Hans-Otto Georgii
Hans-Otto Georgii (* 15. September 1944 in Cottbus; † 16. Mai 2017) war ein deutscher Mathematiker, der sich mit Stochastik befasste. Er war Professor an der Ludwig-Maximilians-Universität München.

## Werdegang
Georgii wurde 1972 an der Friedrich-Alexander-Universität Erlangen-Nürnberg bei Konrad Jacobs promoviert (Phasenübergänge erster Art bei Gittergasmodellen). Er habilitierte sich 1978 in Heidelberg und wurde 1981 Professor an der Universität München.
Georgii befasste sich mit räumlichen stochastischen Systemen wie Gittergasmodellen der statistischen Mechanik und Spin-Gittermodellen, Gibbsmaßen, Phasenübergängen und Theorie großer Abweichungen.
Er ist bekannt für ein Stochastik-Lehrbuch, das auch ins Englische übersetzt wurde.
Von 1982 bis 1984 war er Mitherausgeber der Annals of Probability und ab 1992 von Probability Theory and Related Fields.

## Schriften
- Stochastik. Einführung in die Wahrscheinlichkeitstheorie und Statistik, 5. Auflage, De Gruyter 2015
  - Englische Ausgabe: Stochastics. Introduction to Probability and Statistics, 2. Auflage, De Gruyter 2013
- Gibbs measure and phase transitions, De Gruyter 1988, 2. Auflage 2011
- Canonical Gibbs measures : some extensions of de Finetti's representation theorem for interacting particle systems, Springer 1979
- Phasenübergang 1. Art bei Gittergasmodellen : klassische Systeme gleichartiger Teilchen mit paarweiser Wechselwirkung, Springer 1972
- Large Deviations and Maximum Entropy Principle for Interacting Random Fields on {\displaystyle Z^{d}} , Ann. Prob., Band 21, 1993, S. 1845–1875, Project Euclid
- Large Deviations and the Equivalence of Ensembles for Gibbsian Particle Systems with Superstable Interaction, Probability Theory and Related Fields, Band 99, 1994, S. 171–195
- The Equivalence of Ensembles for Classical Systems of Particles, J. Statist. Phys., Band 80, 1995, S. 1341–1378
- Mixing Properties of Induced Random Transformations, Ergodic Theory & Dynam. Systems, Band 17, 1997, S. 839–847
- mit Olle Häggström: Phase Transitions in Continuum Potts models, Commun. Math. Phys., Band 181, 1996, S. 507–528, Project Euclid